# Fernando Martinuzzi
Fernando Martinuzzi (Avellaneda, Provincia de Buenos Aires, Argentina, 6 de enero de 1980) es un exfutbolista argentino con nacionalidades italiana y peruana desde 2010. Jugaba como guardameta y su equipo último equipo fue Sport Boys Association de la Primera División de Perú. Actualmente se desempeña como Gerente General de Audax Italiano.

## Trayectoria
Debutó en la Primera División de Argentina en el Club Atlético Lanús el 12 de mayo del 2002 contra Argentinos Juniors siendo la figura del encuentro (Clarín/Olé) . Posteriormente emigró a préstamo a Colombia al Unión Magdalena por una temporada.

### Sport Boys
En el 2006 llega a Perú al Sport Boys del Callao donde se convirtió en el héroe rosado salvándolo de un descenso inminente con 19 partidos por jugarse y 13 puntos de desventaja.
Luego pasó por Deportivo Municipal y Juan Aurich, teniendo un gran desempeño en ambos equipos que lo llevaron a nacionalizarse peruano en el 2010.

### Latina Calcio
En junio de 2010 pasa al fútbol italiano, firma contrato con el Latina Calcio que militaba la Lega Pro. En su primer año en Italia se consagra campeón siendo el portero con la defensa menos vencida de todo el fútbol profesional italiano con sólo 15 goles recibidos en 27 partidos jugados.

### Cienciano
En enero de 2013 firma contrato con Club Cienciano del Cusco de la Primera División del Perú. Juega 16 partidos en el Club Cienciano con un saldo de 6 partidos ganados, 6 empatados y 4 perdidos.

### Los Caimanes
En diciembre del 2013 firma su contrato para la temporada 2014 con Los Caimanes el cual lo acompañaría durante toda la compaña en que por primera vez en su carrera descendería de la Primera División del Perú,

### Universidad César Vallejo
En enero de 2015 pasa a formar parte del cuadro "Poeta", la Universidad César Vallejo de Trujillo logrando el tercer puesto en el Torneo Nacional y accediendo a la Copa Libertadores 2016.

### Real Garcilaso
En el 2016 juega en el Real Garcilaso de la Primera División del Perú el cual se volvería titular jugando también la Copa Sudamericana. Sin embargo en julio del 2017 tras el cambio de técnico se decidió la salida a pesar de tener contrato vigente.

### Sport Boys
Luego de su salida del club celeste fichó por Sport Boys del Callao en julio de 2017 logrando el ascenso del cuadro rosado a la Primera División del Perú y junto a este disputaría el Campeonato Descentralizado 2018 el cual sería su último año como futbolista profesional.

## Clubes
| Club                      | País      | Año       | Partidos jugados | Goles recibidos |
| ------------------------- | --------- | --------- | ---------------- | --------------- |
| Lanús                     | Argentina | 2000-2001 | 0                | 0               |
| Lanús                     | Argentina | 2001-2002 | 2                | 0               |
| Lanús                     | Argentina | 2002-2003 | 7                | -4              |
| Lanús                     | Argentina | 2003-2004 | 8                | -9              |
| Unión Magdalena           | Colombia  | 2004      | 19               | -23             |
| Lanús                     | Argentina | 2005-2006 | 0                | 0               |
| Sport Boys                | Perú      | 2006      | 20               | -23             |
| Deportivo Municipal       | Perú      | 2007      | 22               | -30             |
| Juan Aurich               | Perú      | 2008-2009 | 52               | -59             |
| Latina Calcio             | Italia    | 2010-2011 | 27               | -15             |
| Latina Calcio             | Italia    | 2011-2012 | 30               | -35             |
| Cienciano                 | Perú      | 2013      | 16               | -16             |
| Los Caimanes              | Perú      | 2014      | 41               | -60             |
| Universidad César Vallejo | Perú      | 2015      | 6                | -9              |
| Real Garcilaso            | Perú      | 2016-2017 | 40               | -59             |
| Sport Boys                | Perú      | 2017      | 2                | -3              |
| Sport Boys                | Perú      | 2018      | 19               | -27             |
| Total                     | Total     | Total     | 311              | -372            |

## Palmarés

### Campeonatos nacionales
| Título           | Club          | País   | Año  |
| ---------------- | ------------- | ------ | ---- |
| Lega Pro         | Latina Calcio | Italia | 2011 |
| Segunda División | Sport Boys    | Perú   | 2017 |

### Torneos cortos
| Título               | Club                      | País      | Año  |
| -------------------- | ------------------------- | --------- | ---- |
| Copa Interdivisional | Lanús                     | Argentina | 2003 |
| Copa Callao          | Deportivo Municipal       | Perú      | 2007 |
| Torneo del Inca      | Universidad César Vallejo | Perú      | 2015 |